# Родина (Кировская область)
Родина — деревня Унинского района Кировской области. Входит в состав Сардыкского сельского поселения.

## История
В 1964 г. Указом Президиума ВС РСФСР деревня Слеповцы переименована в Родина.

## Население
| 2010 |
| ---- |
| 0    |